# Юинг, Патрик
Патрик Алои́зиус Ю́инг (англ. Patrick Aloysius Ewing; родился 5 августа 1962 года в Кингстоне, Ямайка) — американский профессиональный баскетболист и тренер, выступавший в Национальной баскетбольной ассоциации. Играл на позиции центрового. Большую часть своей карьеры он играл в качестве стартового центрового в команде «Нью-Йорк Никс» Национальной баскетбольной ассоциации (НБА), а затем завершил свою игровую карьеру в «Сиэтл Суперсоникс» и «Орландо Мэджик».
В 1996 году был назван одним из 50 величайших игроков в истории НБА и одним из 75 величайших игроков в истории НБА в 2021 году.
Он дважды введен в Зал славы баскетбола (в 2008 году за свою индивидуальную карьеру и в 2010 году как член олимпийской сборной 1992 года). Кроме того, в 2009 году он был введен в Олимпийский зал славы США как член «Dream Team». В 2003 году «Нью-Йорк Никс» вывели из обращения его номер 33.

## Биография
Уроженец столицы Ямайки — Кингстона, Патрик Юинг в возрасте 13 лет вместе с родителями переехал в США. Поступив в Джорджтаунский университет города Вашингтон, Юинг дебютировал в баскетбольной команде университета «Хойяс» в сезоне-1981/82. С «Хойяс» Юинг за 4 года трижды выходил в финал турниров NCAA (национальной спортивной ассоциации колледжей). В 1984 году в составе олимпийской сборной США Юинг стал олимпийским чемпионом Лос-Анджелеса.
В 1985 году НБА учредила новый порядок распределения драфт-пиков, чтобы исключить повторения прошлогодней ситуации, когда «Хьюстон Рокетс» специально проигрывал матчи, чтобы заполучить на драфте Хакима Оладжьювона. В результате драфта 1985 года Юинг оказался в «Нью-Йорк Никс» и, несмотря на травмы, стал «лучшим новичком сезона».

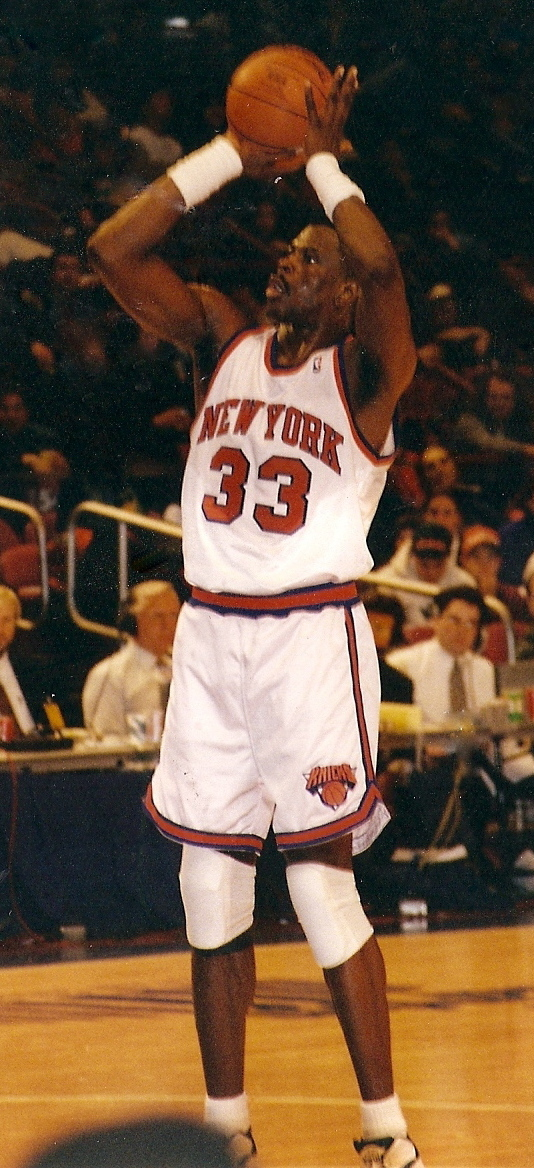
Юинг отыграл 15 сезонов за «Нью-Йорк Никс».

В составе «Никс» Юинг провёл 15 сезонов, собрав всевозможные персональные титулы — 11 раз был включён в сборную звёзд НБА, несколько раз попадал в символические сборные по итогам сезона. В 1996 году НБА опубликовала список 50-ти лучших баскетболистов за 50-летнюю историю ассоциации, в который был включён Юинг.
Наиболее близки к чемпионскому титулу «Никс» были в сезоне-1993/94 (первый сезон НБА без Джордана). Обыграв «Чикаго Буллз» в полуфинале и «Индиану» в финале восточной конференции, ньюйоркцы в финальной серии были повержены «Ракетами» Хакима Оладжьювона, по итогам 7-матчевого противостояния. Ведомые Юингом ньюйоркцы вновь вышли в финал НБА в 1999 году, где уступили со счетом 4-1 команде из Сан-Антонио, в которой блистали центровые Дэвид Робинсон и Тим Данкан.
В 1992 году в Барселоне в составе американской «дрим-тим» (Dream Team — команда мечты) Юинг завоевал золотую олимпийскую медаль во второй раз. В Барселону, помимо Юинга, приехали Ларри Бёрд, Мэджик Джонсон, Чарльз Баркли, Крис Маллин, Клайд Дрекслер, Джон Стоктон, Майкл Джордан… Во всех 8 проведённых матчах американцы неизменно набирали больше ста очков. Сборная Литвы в полуфинале была разбита со счётом 127:76, Хорватия в финале — 117:85. 10 игроков из «команды-мечты» включены в список 50 величайших игроков в истории НБА.
В 1999 году Юинг стал 10-м игроком в истории НБА, которому покорился рубеж 22 000 очков и 10 000 подборов.
В 2000 году «Никс» устроили грандиозную куплю-продажу, в которой были задействованы 8 игроков и несколько драфт-пиков. В результате этой сделки (которую впоследствии многие будут считать причиной затяжного кризиса нью-йоркского клуба) Юинг оказался в «Сиэтл Суперсоникс». Год спустя Патрик перешёл в «Орландо Мэджик», и в сентябре 2002 года объявил об окончании карьеры. Спустя несколько месяцев его 33-й номер был изъят из обращения.
По окончании карьеры игрока Юинг работал ассистентом главного тренера сначала в «Вашингтон Уизардс», «Хьюстон Рокетс», «Орландо Мэджик» и «Шарлотт Хорнетс». С марта 2017 года работает главным тренером «Джорджтаун Хойяс».
В 2008 году Юинг был включён в Зал славы баскетбола.
Сын Патрика Юинга, Патрик Юинг-младший, был выбран на драфте НБА 2008 года во 2-м раунде под номером 43 «Сакраменто Кингз». Юинг-младший ростом 204 см, играет на позиции лёгкого форварда. Учился, как и отец, в Джорджтаунском университете. По окончании обучения выступал за клубы Лиги развития НБА и за океаном.

## Награды и достижения
- Новичок года НБА (1986)
- Первая сборная новичков НБА (1986)
- Первая сборная всех звёзд НБА (1990)
- Вторая сборная всех звёзд НБА (1988, 89, 91, 92, 93, 97)
- Вторая сборная всех звёзд защиты НБА (1988, 89, 92)
- Участник 11-ти матчей всех звёзд НБА
- Один из 50-ти величайших игроков НБА (1996)
- 2-кратный Олимпийский чемпион (1984, 1992)
- Самый выдающийся игрок баскетбольного турнира NCAA (англ. Most Outstanding Player) (1984)
- Игрок года среди студенческих команд (1985)
- Номер 33 выведен из обращения «Нью-Йорк Никс»
- Избран в Зал славы баскетбола (2008).

## Фильмография
Патрик Юинг сыграл самого себя в следующих фильмах и сериалах:
1. Perfect Upset: The 1985 Villanova vs. Georgetown NCAA Championship (ТВ) (2005)
2. ESPN SportsCentury (сериал) (1999)
3. Без чувств (1998) англ. Senseless
4. Космический матч (1996) англ. Space Jam
5. Спин Сити (сериал) (1996—2002) англ. Spin City
6. Косби (сериал) (1996—2000) англ. Cosby
7. Забыть Париж (1995) англ. Forget Paris
8. Полицейские под прикрытием (сериал) (1994—1998) англ. New York Undercover
9. Без ума от тебя (сериал) (1992—1999) англ. Mad About You
10. Голова Германа (сериал) (1991—1994) англ. Herman's Head
11. Забавно про любовь (1990) англ. Funny About Love
12. Вебстер (сериал) (1983—1989) англ. Webster

## Статистика

### Статистика в НБА
| Сезон                                                                                    | Команда  | Регулярный сезон | Регулярный сезон | Регулярный сезон | Регулярный сезон | Регулярный сезон | Регулярный сезон | Регулярный сезон | Регулярный сезон | Регулярный сезон | Регулярный сезон | Регулярный сезон | Серия плей-офф | Серия плей-офф | Серия плей-офф | Серия плей-офф | Серия плей-офф | Серия плей-офф | Серия плей-офф | Серия плей-офф | Серия плей-офф | Серия плей-офф | Серия плей-офф |
| Сезон                                                                                    | Команда  | GP               | GS               | MPG              | FG%              | 3P%              | FT%              | RPG              | APG              | SPG              | BPG              | PPG              | GP             | GS             | MPG            | FG%            | 3P%            | FT%            | RPG            | APG            | SPG            | BPG            | PPG            |
| ---------------------------------------------------------------------------------------- | -------- | ---------------- | ---------------- | ---------------- | ---------------- | ---------------- | ---------------- | ---------------- | ---------------- | ---------------- | ---------------- | ---------------- | -------------- | -------------- | -------------- | -------------- | -------------- | -------------- | -------------- | -------------- | -------------- | -------------- | -------------- |
| 1985/86                                                                                  | Нью-Йорк | 50               | 50               | 35,4             | 47,4             | 0,0              | 73,9             | 9,0              | 2,0              | 1,1              | 2,1              | 20,0             | Не участвовал  | Не участвовал  | Не участвовал  | Не участвовал  | Не участвовал  | Не участвовал  | Не участвовал  | Не участвовал  | Не участвовал  | Не участвовал  | Не участвовал  |
| 1986/87                                                                                  | Нью-Йорк | 63               | 63               | 35,0             | 50,3             | 0,0              | 71,3             | 8,8              | 1,7              | 1,4              | 2,3              | 21,5             | Не участвовал  | Не участвовал  | Не участвовал  | Не участвовал  | Не участвовал  | Не участвовал  | Не участвовал  | Не участвовал  | Не участвовал  | Не участвовал  | Не участвовал  |
| 1987/88                                                                                  | Нью-Йорк | 82               | 82               | 31,0             | 55,5             | 0,0              | 71,6             | 8,2              | 1,5              | 1,3              | 3,0              | 20,2             | 4              | 4              | 38,3           | 49,1           | 0,0            | 86,4           | 12,8           | 2,5            | 1,5            | 3,3            | 18,8           |
| 1988/89                                                                                  | Нью-Йорк | 80               | 80               | 36,2             | 56,7             | 0,0              | 74,6             | 9,3              | 2,4              | 1,5              | 3,5              | 22,7             | 9              | 9              | 37,8           | 48,6           | -              | 75,0           | 10,0           | 2,2            | 1,0            | 2,0            | 19,9           |
| 1989/90                                                                                  | Нью-Йорк | 82               | 82               | 38,6             | 55,1             | 25,0             | 77,5             | 10,9             | 2,2              | 1,0              | 4,0              | 28,6             | 10             | 10             | 39,5           | 52,1           | 50,0           | 82,3           | 10,5           | 3,1            | 1,3            | 2,0            | 29,4           |
| 1990/91                                                                                  | Нью-Йорк | 81               | 81               | 38,3             | 51,4             | 0,0              | 74,5             | 11,2             | 3,0              | 1,0              | 3,2              | 26,6             | 3              | 3              | 36,7           | 40,0           | -              | 77,8           | 10,0           | 2,0            | 0,3            | 1,7            | 16,7           |
| 1991/92                                                                                  | Нью-Йорк | 82               | 82               | 38,4             | 52,2             | 16,7             | 73,8             | 11,2             | 1,9              | 1,1              | 3,0              | 24,0             | 12             | 12             | 40,2           | 45,6           | 0,0            | 74,0           | 11,1           | 2,3            | 0,6            | 2,6            | 22,7           |
| 1992/93                                                                                  | Нью-Йорк | 81               | 81               | 37,1             | 50,3             | 14,3             | 71,9             | 12,1             | 1,9              | 0,9              | 2,0              | 24,2             | 15             | 15             | 40,3           | 51,2           | 100,0          | 63,8           | 10,9           | 2,4            | 1,1            | 2,1            | 25,5           |
| 1993/94                                                                                  | Нью-Йорк | 79               | 79               | 37,6             | 49,6             | 28,6             | 76,5             | 11,2             | 2,3              | 1,1              | 2,7              | 24,5             | 25             | 25             | 41,3           | 43,7           | 36,4           | 75,5           | 11,7           | 2,6            | 1,3            | 3,0            | 21,9           |
| 1994/95                                                                                  | Нью-Йорк | 79               | 79               | 37,0             | 50,3             | 28,6             | 75,0             | 11,0             | 2,7              | 0,9              | 2,0              | 23,9             | 11             | 11             | 36,3           | 51,3           | 33,3           | 68,6           | 9,6            | 2,5            | 0,5            | 2,3            | 19,0           |
| 1995/96                                                                                  | Нью-Йорк | 76               | 76               | 36,6             | 46,6             | 14,3             | 76,1             | 10,6             | 2,1              | 0,9              | 2,4              | 22,5             | 8              | 8              | 41,0           | 47,4           | 50,0           | 65,1           | 10,6           | 1,9            | 0,1            | 3,1            | 21,5           |
| 1996/97                                                                                  | Нью-Йорк | 78               | 78               | 37,0             | 48,8             | 22,2             | 75,4             | 10,7             | 2,0              | 0,9              | 2,4              | 22,4             | 9              | 9              | 39,7           | 52,7           | 0,0            | 64,3           | 10,6           | 1,9            | 0,3            | 2,4            | 22,6           |
| 1997/98                                                                                  | Нью-Йорк | 26               | 26               | 32,6             | 50,4             | 0,0              | 72,0             | 10,2             | 1,1              | 0,6              | 2,2              | 20,8             | 4              | 4              | 33,0           | 35,7           | -              | 59,3           | 8,0            | 1,3            | 0,8            | 1,3            | 14,0           |
| 1998/99                                                                                  | Нью-Йорк | 38               | 38               | 34,2             | 43,5             | 0,0              | 70,6             | 9,9              | 1,1              | 0,8              | 2,6              | 17,3             | 11             | 11             | 31,5           | 43,0           | -              | 77,8           | 8,7            | 0,5            | 0,6            | 0,7            | 13,1           |
| 1999/00                                                                                  | Нью-Йорк | 62               | 62               | 32,8             | 46,6             | 0,0              | 73,1             | 9,7              | 0,9              | 0,6              | 1,4              | 15,0             | 14             | 14             | 32,9           | 41,8           | -              | 69,7           | 9,5            | 0,4            | 1,1            | 1,4            | 14,6           |
| 2000/01                                                                                  | Сиэтл    | 79               | 79               | 26,7             | 43,0             | 0,0              | 68,5             | 7,4              | 1,2              | 0,7              | 1,2              | 9,6              | Не участвовал  | Не участвовал  | Не участвовал  | Не участвовал  | Не участвовал  | Не участвовал  | Не участвовал  | Не участвовал  | Не участвовал  | Не участвовал  | Не участвовал  |
| 2001/02                                                                                  | Орландо  | 65               | 4                | 13,9             | 44,4             | 0,0              | 70,1             | 4,0              | 0,5              | 0,3              | 0,7              | 6,0              | 4              | 0              | 16,8           | 32,0           | 0,0            | 58,8           | 5,5            | 1,0            | 0,3            | 1,0            | 6,5            |
|                                                                                          | Всего    | 1183             | 1122             | 34,3             | 50,4             | 15,2             | 74,0             | 9,8              | 1,9              | 1,0              | 2,4              | 21,0             | 139            | 135            | 37,5           | 46,9           | 34,8           | 71,8           | 10,3           | 2,0            | 0,9            | 2,2            | 20,2           |
| Наведите курсор мыши на аббревиатуры в заголовке таблицы, чтобы прочесть их расшифровку. |          |                  |                  |                  |                  |                  |                  |                  |                  |                  |                  |                  |                |                |                |                |                |                |                |                |                |                |                |